# Kosju
Kosju (rusky Косью nebo Косъю) je řeka v Komijské republice v Rusku. Je dlouhá 259 km. Povodí řeky je 14 800 km².

## Průběh toku
Pramení v Polárním Uralu a teče po bažinaté nížině. Na dolním toku je velmi členitá, zprava do ní vtéká Kožim. Ústí zleva do Usy (povodí Pečory).

## Vodní režim
Zdrojem vody jsou dešťové a sněhové srážky. Průměrný roční průtok vody ve vzdálenosti 45 km od ústí činí 120 m³/s. Zamrzá na konci října až na začátku listopadu a rozmrzá v květnu.

## Využití
Na dolním toku je možná vodní doprava.